# Capers Jones
Capers Jones es un especialista estadounidense en metodologías de ingeniería de software, y se le suele asociar con el modelo de puntos de función de la estimación de costes.
Nació en San Petersburgo, Florida, Estados Unidos, y se licenció en inglés en la Universidad de Florida. Se licenció en inglés. Más tarde fue presidente y director general de Capers Jones & Associates y, posteriormente, científico jefe emérito de Software Productivity Research (SPR).
En 2011, cofundó Namcook Analytics LLC, donde es vicepresidente y director de tecnología (CTO).
Creó su propia empresa en 1984, Software Productivity Research, tras ocupar puestos en IBM e ITT. Tras retirarse de Software Productivity Research en 2000, sigue activo como consultor de gestión independiente.
Es asesor distinguido del Consorcio para la Calidad del Software de TI (CISQ).